# Bhagvan
Bhagvan, auch Bhagwan oder Bhagavan (Sanskrit, m., भगवत्, bhagavat, Nom./Vok. Sing.: bhagavan), ist in Indien der Ausdruck für Gesegneter, Erhabener, Gott, Herr, Glücklicher, Verehrungswürdiger, Liebenswerter.

## Bedeutungen
Das Wort Bhagavat steckt u. a. auch in Ausdrücken wie Bhagavata und Bhagavad Gita, übersetzt „der Gesang Gottes“, wobei sich „Bhagvan“ auf Krishna bezieht.
Im Hinduismus ist Bhagvan ein Ehrentitel für religiöse Lehrer, der im Laufe der Geschichte vielen spirituellen Meistern zukam und auch heute noch Verwendung findet. Im Buddhismus gilt Bhagvan als der erste Beiname Buddhas zur Kennzeichnung seines Status. Im Jainismus wird Bhagvan auf dieselbe Weise für Mahavir verwendet.

## Bhagwan-Sekte
Als Bhagwan wurde der Gründer der Neo-Sannyas-Bewegung besonders in den 1970er Jahren im Westen bekannt. Bhagwan Shree Rajneesh, kurz Bhagwan, nannte er sich etwa 17 Jahre lang, während seiner Zeit als spiritueller Lehrer in Puna und danach. Sein bürgerlicher Name war Rajneesh Chandra Mohan. In jungen Jahren wechselte er den Namen mehrmals.
In seiner Lehre und den Aschrams und Kommunen seiner Bhagwan-Sekte spielten Meditation und Freie Liebe eine wichtige Rolle. In den Kommunen waren Nacktheit und Sex alltäglich. Kinder wurden von den Eltern getrennt. Viele minderjährige Mädchen wurden von Erwachsenen missbraucht und vergewaltigt. Zahlreiche arbeiteten in der Prostitution und finanzierten den Luxus des Gurus. Er besaß unter anderem mehr als 90 Rolls-Royce.
1989, ein Jahr vor seinem Tod 1990, nahm er den unverfänglichen Namen Osho an. Seine Schriften wurden nach seinem Tod entsprechend angepasst und weiterhin erfolgreich vermarktet.

## Trivia
Eine Komposition des Gitarristen Peter Horton aus dem Jahr 1979 trägt den Titel Bhagavan.

## Namensträger
- Jai Bhagwan (* 1985), indischer Boxer
- Rajesh Anand Bhagwan, mauritischer Politiker